# Comtat de Kyburg
El comtat de Kyburg fou una jurisdicció feudal al que avui dia és la Suïssa oriental. Els Kyburg van tenir dominis a Zuric, Turgòvia, Argòvia, Berna i Friburg. Els Kyburg van sorgir com una branca dels comtes de Dillingen, de la qual els comtes de Kyburg es van separar el 1180. Vers 1111 una rica hereva de diversos dominis a Winterthur i Kyburg, Adelaida, es va casar amb el comte Hartmann de Dillingen, que va morir el 1121 deixant dos fills.
Sobre l'origen d'Adelaida hi ha dues teories:
- La teoria més antiga pensa que era hereva dels comtes de Gröningen-Winterthur; el país de Winterthur estava en mans d'uns senyors locals els dominis dels quals foren confiscats per l'emperador el 1030 per ser infeudats als comtes d'Ebersberg dels quals va passar per matrimoni als senyors d'Achalm i d'aquestos va passar als comtes de Gröningen-Winterthur, extingits amb Adelaida.
- L'altra teoria diu que una casa senyorial amb dominis a Kyburg i Winterthur, va enllaçar amb els Nellenburg, una branca dels Udalrics que van agafar llavors el nom de Winterthur; extingits els Nellenburg la parenta més propera seria Adelaida, que va fer valer els seus drets i el seu marit Hartman i els seus descendents haurien pres possessió entre 1100 i 1150 de part de l'herència en perjudici dels altres pretendents, com Adalbert de Mörsburg, els comtes de Veringen o el bisbe de Constança.

En la segona generació el domini de Dillingen-Kyburg es va repartir entre el nets de Hartman I, Adalbert (+ 1170) que va rebre la part de Suàbia, i el fill, Hartman III, que va rebre Kyburg i els altres dominis d'Adelaida. Des de la meitat del segle XII els Kyburg foren vassalls dels Hohenstaufen; Hartman III es va casar a Richenza de Lenzburg, filla d'Arnold de Baden-Lenzburg, un fidel aliat dels Hohenstaufen; es diu que l'enllaç no buscava tant la dot com la relació amb els Hohenstaufen. Els Lenzburg es van extingir el 1172/1173 i els comtes de Kyburg foren admesos a l'herència junt als Hohenstaufen i els Zahringen, però no se sap que van obtenir en el repartiment, si bé sembla probable que fos els alous d'Arnold de Lenzburg a la regió del llac de Walenstadt, del Gaster i a la rodalia de Baden; altres béns com l'advocacia de l'abadia de Schänis i del capítol de Beromünster, haurien passat als Hohenstaufen (al fill de l'emperador, Otó) però a la mort d'aquest vers 1200 haurien estat agafats pels Kyburg. La successió dels Lenzburg va deixar oberts diversos litigis, ja que encara el 1254 Elisabet de Chalon reivindicava Lenzburg i diverses possessions a Suïssa oriental, que finalment va aconseguir pel seu marit Hartman V el Jove (comte de Kyburg + 1263) per uns medis als que els Kyburg van recórrer sovint, que consistia a fer donacions als dominis eclesiàstics per arranjar litigis de propietats. Després de rebre una part de l'herència de Lenzburg, a partir de vers 1180 els Kyburg van consolidar el seu poder fundant les viles de Diessenhofen i de Winterthur (abans un castell) i es van constituir una clientela de petits senyors la major part antics feudataris dels Lenzburg. Al·legant el dret de feu vacant es van apoderar d'alguns dominis de nobles com les senyories de Weisslingen i de Rossberg.
El domini dels Kyburg es va augmentar després amb l'extinció dels Zahringen a la mort de Bertold V de Zahringen el 1218, la filla del qual, Anna, s'havia casat amb Ulric III (fill de Hartman III de Kyburg i de Richinza de Lenzburg). Ulric aconseguí amb el suport d'Egenó d'Urach, un altre gendre del difunt, de fer valer els seus drets enfront d'altres rivals, com a principal hereu del patrimoni dels Zahringen. Així els Kyburg van entrar en possessió de grans dominis a la Borgonya incloent les viles de Friburg, Thun i Berthoud, a Aargau i l'actual cantó de Zuric; però no va aconseguir el suport dels Hohenstaufen, per la qual cosa no van poder dominar l'advocacia imperial de Zúric, ni (el 1226) la de l'abadia de Saint Gall; això els va separar dels Hohenstaufen i foren uns dels principals suports del Papa en la guerra de les Investidures contra l'Emperador. L'oposició dels Hohenstaufen va fer que els Kyburg es dediquessin a la consolidació o neutralització de béns litigiosos; el 1225 van fundar a l'antic domini dels senyors de Weisslingen prop de Winterthur, l'abadia de Heiligberg, a la que van declarar necròpolis familiar; el 1233 van fundar el convent de Töss, a l'oest de Winterthur, que també van dotar amb béns agafats dels Weisslingen i els Rossberg, i que marcava la frontera entre els propis territoris i els rivals regionals, els comtes de Rapperswil.
Vers 1227, Hartman V, net d'Ulric III, es va prometre amb Anna de Rapperswil, mentre el seu oncle Hartman IV el Vell (fill d'Ulric III) es casava amb Margarida de Savoia, una casa rival a l'oest, i Heilwig, germana de Hartman IV (la futura mare de l'emperador Rodolf I d'Alemanya (Rodolf IV d'Habsburg), es casava amb el comte Albert IV d'Habsburg. A partir de 1245 l'amenaça dels Hohenstaufen va desaparèixer (es van extingir finalment el 1268) i l'aparició de diversos poders urbans (Zug i Baden vers 1230, Frauenfeld, Aarau, Mellingen i Lenzburg vers 1240, i Sursee, Weesen, Laupen i Kyburg vers 1250, a més de Richensee i Huttwil que més tard van perdre el seu estatus de vila), però els comtes de Kyburg ja no van poder reprendre els seus projectes d'expansió territorial; la família va reforçar l'administració i va posar al front a consellers instruïts, principalment clergues, creant una nova noblesa urbana com els Truchsessen de Diessenhofen i posant en funcionament un sistema de batllies on l'administració utilitzava els escrits habitualment.
El 1250 o 1251 Hartman IV (mort ~1263), que no tenia fills, va designar hereu al seu nebot Hartman V al que va llegar les possessions occidentals dels dominis familiars amb centre a Berthoud. Hartman V, que era aliat dels Habsburg, es va enfrontar sovint a la ciutat de Berna (protegida per Pere II de Savoia), mentre que el seu oncle intentava evitar els conflictes amb Zuric i amb els comtes de Regensberg, i va actuar diverses vegades com a àrbitre. A la mort de Hartmann V el 1263, va deixar una filla, Anna, de la qual fou tutor Rodolf d'Habsburg, que es va encarregar de l'administració de la part occidental del territori dels Kyburg. El 1273 es va fer el matrimoni d'Anna de Kyburg i Eberard I d'Habsburg-Laufenburg que fou Eberard I de Kyburg-Berthoud. A la mort de Hartman V la resta de les possessions dels Kyburg foren també administrades per Rodolf d'Habsburg que va apartar a la vídua Margarita de Savoia i la seva família.

## Genealogia[1]
|  |  |                                      |                                      | comtes de Dillingen                  | comtes de Dillingen                  | comtes de Dillingen                  | comtes de Dillingen                  | comtes de Dillingen           | comtes de Dillingen           |                           |                           |                           |                           |                           |                           |                                                                                  |                        |                        |                        | comtes de Lenzburg                      | comtes de Lenzburg                      | comtes de Lenzburg                      | comtes de Lenzburg                      | comtes de Lenzburg                      | comtes de Lenzburg                      |                   |                   | casa de zahringen | casa de zahringen | casa de zahringen                                        | casa de zahringen                                        | casa de zahringen                                        | casa de zahringen                                        |                                                          |                                                          | casa d'Habsburg             | casa d'Habsburg             | casa d'Habsburg             | casa d'Habsburg             | casa d'Habsburg | casa d'Habsburg |  |  |  |  |  |  |  |  |  |  |  |  |  |  |  |  |  |  |  |  |
|  |  |                                      |                                      | comtes de Dillingen                  | comtes de Dillingen                  | comtes de Dillingen                  | comtes de Dillingen                  | comtes de Dillingen           | comtes de Dillingen           |                           |                           |                           |                           |                           |                           |                                                                                  |                        |                        |                        | comtes de Lenzburg                      | comtes de Lenzburg                      | comtes de Lenzburg                      | comtes de Lenzburg                      | comtes de Lenzburg                      | comtes de Lenzburg                      |                   |                   | casa de zahringen | casa de zahringen | casa de zahringen                                        | casa de zahringen                                        | casa de zahringen                                        | casa de zahringen                                        |                                                          |                                                          | casa d'Habsburg             | casa d'Habsburg             | casa d'Habsburg             | casa d'Habsburg             | casa d'Habsburg | casa d'Habsburg |  |  |  |  |  |  |  |  |  |  |  |  |  |  |  |  |  |  |  |  |
|  |  |                                      |                                      | Hartman I de Dillingen † 1121        | Hartman I de Dillingen † 1121        | Hartman I de Dillingen † 1121        | Hartman I de Dillingen † 1121        | Hartman I de Dillingen † 1121 | Hartman I de Dillingen † 1121 |                           |                           | Adelaida de Winterthur    | Adelaida de Winterthur    | Adelaida de Winterthur    | Adelaida de Winterthur    | Adelaida de Winterthur                                                           | Adelaida de Winterthur |                        |                        |                                         |                                         |                                         |                                         |                                         |                                         |                   |                   |                   |                   |                                                          |                                                          |                                                          |                                                          |                                                          |                                                          |                             |                             |                             |                             |                 |                 |  |  |  |  |  |  |  |  |  |  |  |  |  |  |  |  |  |  |  |  |
|  |  |                                      |                                      | Hartman I de Dillingen † 1121        | Hartman I de Dillingen † 1121        | Hartman I de Dillingen † 1121        | Hartman I de Dillingen † 1121        | Hartman I de Dillingen † 1121 | Hartman I de Dillingen † 1121 |                           |                           | Adelaida de Winterthur    | Adelaida de Winterthur    | Adelaida de Winterthur    | Adelaida de Winterthur    | Adelaida de Winterthur                                                           | Adelaida de Winterthur |                        |                        |                                         |                                         |                                         |                                         |                                         |                                         |                   |                   |                   |                   |                                                          |                                                          |                                                          |                                                          |                                                          |                                                          |                             |                             |                             |                             |                 |                 |  |  |  |  |  |  |  |  |  |  |  |  |  |  |  |  |  |  |  |  |
|  |  |                                      |                                      |                                      |                                      |                                      |                                      |                               |                               |                           |                           |                           |                           |                           |                           |                                                                                  |                        |                        |                        |                                         |                                         |                                         |                                         |                                         |                                         |                   |                   |                   |                   |                                                          |                                                          |                                                          |                                                          |                                                          |                                                          |                             |                             |                             |                             |                 |                 |  |  |  |  |  |  |  |  |  |  |  |  |  |  |  |  |  |  |  |  |
|  |  |                                      |                                      |                                      |                                      |                                      |                                      |                               |                               |                           |                           |                           |                           |                           |                           |                                                                                  |                        |                        |                        |                                         |                                         |                                         |                                         |                                         |                                         |                   |                   |                   |                   |                                                          |                                                          |                                                          |                                                          |                                                          |                                                          |                             |                             |                             |                             |                 |                 |  |  |  |  |  |  |  |  |  |  |  |  |  |  |  |  |  |  |  |  |
|  |  | Hartman II † 1134                    | Hartman II † 1134                    | Hartman II † 1134                    | Hartman II † 1134                    | Hartman II † 1134                    | Hartman II † 1134                    |                               |                               |                           |                           | Hartman III † 1180        | Hartman III † 1180        | Hartman III † 1180        | Hartman III † 1180        | Hartman III † 1180                                                               | Hartman III † 1180     |                        |                        | Richinza de Lenzburg                    | Richinza de Lenzburg                    | Richinza de Lenzburg                    | Richinza de Lenzburg                    | Richinza de Lenzburg                    | Richinza de Lenzburg                    |                   |                   |                   |                   |                                                          |                                                          |                                                          |                                                          |                                                          |                                                          |                             |                             |                             |                             |                 |                 |  |  |  |  |  |  |  |  |  |  |  |  |  |  |  |  |  |  |  |  |
|  |  | Hartman II † 1134                    | Hartman II † 1134                    | Hartman II † 1134                    | Hartman II † 1134                    | Hartman II † 1134                    | Hartman II † 1134                    |                               |                               |                           |                           | Hartman III † 1180        | Hartman III † 1180        | Hartman III † 1180        | Hartman III † 1180        | Hartman III † 1180                                                               | Hartman III † 1180     |                        |                        | Richinza de Lenzburg                    | Richinza de Lenzburg                    | Richinza de Lenzburg                    | Richinza de Lenzburg                    | Richinza de Lenzburg                    | Richinza de Lenzburg                    |                   |                   |                   |                   |                                                          |                                                          |                                                          |                                                          |                                                          |                                                          |                             |                             |                             |                             |                 |                 |  |  |  |  |  |  |  |  |  |  |  |  |  |  |  |  |  |  |  |  |
|  |  |                                      |                                      |                                      |                                      |                                      |                                      |                               |                               |                           |                           |                           |                           |                           |                           |                                                                                  |                        |                        |                        |                                         |                                         |                                         |                                         |                                         |                                         |                   |                   |                   |                   |                                                          |                                                          |                                                          |                                                          |                                                          |                                                          |                             |                             |                             |                             |                 |                 |  |  |  |  |  |  |  |  |  |  |  |  |  |  |  |  |  |  |  |  |
|  |  |                                      |                                      |                                      |                                      |                                      |                                      |                               |                               |                           |                           |                           |                           |                           |                           | Ulric de Kyburg † 1227                                                           | Ulric de Kyburg † 1227 | Ulric de Kyburg † 1227 | Ulric de Kyburg † 1227 | Ulric de Kyburg † 1227                  | Ulric de Kyburg † 1227                  |                                         |                                         | Anna de Zähringen                       | Anna de Zähringen                       | Anna de Zähringen | Anna de Zähringen | Anna de Zähringen | Anna de Zähringen |                                                          |                                                          |                                                          |                                                          |                                                          |                                                          |                             |                             |                             |                             |                 |                 |  |  |  |  |  |  |  |  |  |  |  |  |  |  |  |  |  |  |  |  |
|  |  |                                      |                                      |                                      |                                      |                                      |                                      |                               |                               |                           |                           |                           |                           |                           |                           | Ulric de Kyburg † 1227                                                           | Ulric de Kyburg † 1227 | Ulric de Kyburg † 1227 | Ulric de Kyburg † 1227 | Ulric de Kyburg † 1227                  | Ulric de Kyburg † 1227                  |                                         |                                         | Anna de Zähringen                       | Anna de Zähringen                       | Anna de Zähringen | Anna de Zähringen | Anna de Zähringen | Anna de Zähringen |                                                          |                                                          |                                                          |                                                          |                                                          |                                                          |                             |                             |                             |                             |                 |                 |  |  |  |  |  |  |  |  |  |  |  |  |  |  |  |  |  |  |  |  |
|  |  |                                      |                                      |                                      |                                      |                                      |                                      |                               |                               |                           |                           |                           |                           |                           |                           |                                                                                  |                        |                        |                        |                                         |                                         |                                         |                                         |                                         |                                         |                   |                   |                   |                   |                                                          |                                                          |                                                          |                                                          |                                                          |                                                          |                             |                             |                             |                             |                 |                 |  |  |  |  |  |  |  |  |  |  |  |  |  |  |  |  |  |  |  |  |
|  |  |                                      |                                      |                                      |                                      |                                      |                                      |                               |                               |                           |                           |                           |                           |                           |                           |                                                                                  |                        |                        |                        |                                         |                                         |                                         |                                         |                                         |                                         |                   |                   |                   |                   |                                                          |                                                          |                                                          |                                                          |                                                          |                                                          |                             |                             |                             |                             |                 |                 |  |  |  |  |  |  |  |  |  |  |  |  |  |  |  |  |  |  |  |  |
|  |  | Ulric, bisbe de Chur Bisbe 1233-1237 | Ulric, bisbe de Chur Bisbe 1233-1237 | Ulric, bisbe de Chur Bisbe 1233-1237 | Ulric, bisbe de Chur Bisbe 1233-1237 | Ulric, bisbe de Chur Bisbe 1233-1237 | Ulric, bisbe de Chur Bisbe 1233-1237 |                               |                               | Werner † 1228 a la Croada | Werner † 1228 a la Croada | Werner † 1228 a la Croada | Werner † 1228 a la Croada | Werner † 1228 a la Croada | Werner † 1228 a la Croada |                                                                                  |                        | Hartman IV 1213-1264   | Hartman IV 1213-1264   | Hartman IV 1213-1264                    | Hartman IV 1213-1264                    | Hartman IV 1213-1264                    | Hartman IV 1213-1264                    |                                         |                                         | Hedwig de Kyburg  | Hedwig de Kyburg  | Hedwig de Kyburg  | Hedwig de Kyburg  | Hedwig de Kyburg                                         | Hedwig de Kyburg                                         |                                                          |                                                          | Albert IV d'Habsburg † 1239                              | Albert IV d'Habsburg † 1239                              | Albert IV d'Habsburg † 1239 | Albert IV d'Habsburg † 1239 | Albert IV d'Habsburg † 1239 | Albert IV d'Habsburg † 1239 |                 |                 |  |  |  |  |  |  |  |  |  |  |  |  |  |  |  |  |  |  |  |  |
|  |  | Ulric, bisbe de Chur Bisbe 1233-1237 | Ulric, bisbe de Chur Bisbe 1233-1237 | Ulric, bisbe de Chur Bisbe 1233-1237 | Ulric, bisbe de Chur Bisbe 1233-1237 | Ulric, bisbe de Chur Bisbe 1233-1237 | Ulric, bisbe de Chur Bisbe 1233-1237 |                               |                               | Werner † 1228 a la Croada | Werner † 1228 a la Croada | Werner † 1228 a la Croada | Werner † 1228 a la Croada | Werner † 1228 a la Croada | Werner † 1228 a la Croada |                                                                                  |                        | Hartman IV 1213-1264   | Hartman IV 1213-1264   | Hartman IV 1213-1264                    | Hartman IV 1213-1264                    | Hartman IV 1213-1264                    | Hartman IV 1213-1264                    |                                         |                                         | Hedwig de Kyburg  | Hedwig de Kyburg  | Hedwig de Kyburg  | Hedwig de Kyburg  | Hedwig de Kyburg                                         | Hedwig de Kyburg                                         |                                                          |                                                          | Albert IV d'Habsburg † 1239                              | Albert IV d'Habsburg † 1239                              | Albert IV d'Habsburg † 1239 | Albert IV d'Habsburg † 1239 | Albert IV d'Habsburg † 1239 | Albert IV d'Habsburg † 1239 |                 |                 |  |  |  |  |  |  |  |  |  |  |  |  |  |  |  |  |  |  |  |  |
|  |  |                                      |                                      |                                      |                                      |                                      |                                      |                               |                               |                           |                           |                           |                           |                           |                           |                                                                                  |                        |                        |                        |                                         |                                         |                                         |                                         |                                         |                                         |                   |                   |                   |                   |                                                          |                                                          |                                                          |                                                          |                                                          |                                                          |                             |                             |                             |                             |                 |                 |  |  |  |  |  |  |  |  |  |  |  |  |  |  |  |  |  |  |  |  |
|  |  |                                      |                                      |                                      |                                      |                                      |                                      |                               |                               |                           |                           | Hartman V 1229-1263       | Hartman V 1229-1263       | Hartman V 1229-1263       | Hartman V 1229-1263       | Hartman V 1229-1263                                                              | Hartman V 1229-1263    |                        |                        |                                         |                                         |                                         |                                         |                                         |                                         |                   |                   |                   |                   | Rodolf IV d'Habsburg 1218–1291 rei dels Romans 1273-1291 | Rodolf IV d'Habsburg 1218–1291 rei dels Romans 1273-1291 | Rodolf IV d'Habsburg 1218–1291 rei dels Romans 1273-1291 | Rodolf IV d'Habsburg 1218–1291 rei dels Romans 1273-1291 | Rodolf IV d'Habsburg 1218–1291 rei dels Romans 1273-1291 | Rodolf IV d'Habsburg 1218–1291 rei dels Romans 1273-1291 |                             |                             |                             |                             |                 |                 |  |  |  |  |  |  |  |  |  |  |  |  |  |  |  |  |  |  |  |  |
|  |  |                                      |                                      |                                      |                                      |                                      |                                      |                               |                               |                           |                           | Hartman V 1229-1263       | Hartman V 1229-1263       | Hartman V 1229-1263       | Hartman V 1229-1263       | Hartman V 1229-1263                                                              | Hartman V 1229-1263    |                        |                        |                                         |                                         |                                         |                                         |                                         |                                         |                   |                   |                   |                   | Rodolf IV d'Habsburg 1218–1291 rei dels Romans 1273-1291 | Rodolf IV d'Habsburg 1218–1291 rei dels Romans 1273-1291 | Rodolf IV d'Habsburg 1218–1291 rei dels Romans 1273-1291 | Rodolf IV d'Habsburg 1218–1291 rei dels Romans 1273-1291 | Rodolf IV d'Habsburg 1218–1291 rei dels Romans 1273-1291 | Rodolf IV d'Habsburg 1218–1291 rei dels Romans 1273-1291 |                             |                             |                             |                             |                 |                 |  |  |  |  |  |  |  |  |  |  |  |  |  |  |  |  |  |  |  |  |
|  |  |                                      |                                      |                                      |                                      |                                      |                                      |                               |                               |                           |                           | Anna                      | Anna                      | Anna                      | Anna                      | Anna                                                                             | Anna                   |                        |                        | Eberard d'Habsburg-Laufenburg 1249-1284 | Eberard d'Habsburg-Laufenburg 1249-1284 | Eberard d'Habsburg-Laufenburg 1249-1284 | Eberard d'Habsburg-Laufenburg 1249-1284 | Eberard d'Habsburg-Laufenburg 1249-1284 | Eberard d'Habsburg-Laufenburg 1249-1284 |                   |                   |                   |                   | Habsburg d'Àustria, reis i emperadors                    | Habsburg d'Àustria, reis i emperadors                    | Habsburg d'Àustria, reis i emperadors                    | Habsburg d'Àustria, reis i emperadors                    | Habsburg d'Àustria, reis i emperadors                    | Habsburg d'Àustria, reis i emperadors                    |                             |                             |                             |                             |                 |                 |  |  |  |  |  |  |  |  |  |  |  |  |  |  |  |  |  |  |  |  |
|  |  |                                      |                                      |                                      |                                      |                                      |                                      |                               |                               |                           |                           | Anna                      | Anna                      | Anna                      | Anna                      | Anna                                                                             | Anna                   |                        |                        | Eberard d'Habsburg-Laufenburg 1249-1284 | Eberard d'Habsburg-Laufenburg 1249-1284 | Eberard d'Habsburg-Laufenburg 1249-1284 | Eberard d'Habsburg-Laufenburg 1249-1284 | Eberard d'Habsburg-Laufenburg 1249-1284 | Eberard d'Habsburg-Laufenburg 1249-1284 |                   |                   |                   |                   | Habsburg d'Àustria, reis i emperadors                    | Habsburg d'Àustria, reis i emperadors                    | Habsburg d'Àustria, reis i emperadors                    | Habsburg d'Àustria, reis i emperadors                    | Habsburg d'Àustria, reis i emperadors                    | Habsburg d'Àustria, reis i emperadors                    |                             |                             |                             |                             |                 |                 |  |  |  |  |  |  |  |  |  |  |  |  |  |  |  |  |  |  |  |  |
|  |  |                                      |                                      |                                      |                                      |                                      |                                      |                               |                               |                           |                           |                           |                           |                           |                           |                                                                                  |                        |                        |                        |                                         |                                         |                                         |                                         |                                         |                                         |                   |                   |                   |                   |                                                          |                                                          |                                                          |                                                          |                                                          |                                                          |                             |                             |                             |                             |                 |                 |  |  |  |  |  |  |  |  |  |  |  |  |  |  |  |  |  |  |  |  |
|  |  |                                      |                                      |                                      |                                      |                                      |                                      |                               |                               |                           |                           |                           |                           |                           |                           | Comtes de Neu-Kyburg o Kyburg-Burgdorf (Kyburg-Berthoud) línia extingida el 1418 |                        |                        |                        |                                         |                                         |                                         |                                         |                                         |                                         |                   |                   |                   |                   |                                                          |                                                          |                                                          |                                                          |                                                          |                                                          |                             |                             |                             |                             |                 |                 |  |  |  |  |  |  |  |  |  |  |  |  |  |  |  |  |  |  |  |  |